# Concert per a fagot (Mozart)
El Concert per a fagot en si bemoll major, K. 191, escrit el 1774 per Wolfgang Amadeus Mozart, és la peça més estàndard en tot el repertori de fagot. Gairebé tots els fagotistes professionals realitzen l'obra en alguna etapa de la seva carrera, i és probablement una de les peces més sol·licitades a les audicions d'orquestra - generalment es demana que el músic toqui els extractes del concert dels primers dos moviments.
| Allegro                                                            |
|                                                                    |
| 1r moviment                                                        |
|                                                                    |
| Allegro                                                            |
|                                                                    |
| Interpretat per la Skidmore College Orchestra. Cortesia de Musopen |
|                                                                    |
| Andante ma adagio                                                  |
|                                                                    |
| 2n moviment                                                        |
|                                                                    |
| Rondo Tempo di Menuetto                                            |
|                                                                    |
| 3r moviment                                                        |
|                                                                    |

Encara que s'ha perdut l'autògraf, es coneix la data exacta de la seva finalització: 4 de juny de 1774.
Mozart va escriure el Concert per a fagot quan tenia 18 anys, i va ser el seu primer concert per a instruments de vent. Tot i que es creu que va ser encarregat per un aristòcrata aficionat fagotista Thaddäus Freiherr von Dürnitz, que tenia setanta-quatre obres de Mozart, aquesta és una afirmació que és recolzada per poques proves. Els erudits creuen que Mozart va escriure tal vegada tres concerts per a fagot, però que només el primer ha sobreviscut.
L'obra es divideix en tres moviments:
- I. Allegro
- II. Andante ma Adagio
- III. Rondo: tempo di menuetto

El primer moviment està escrit en la forma sonata com una introducció orquestral. El segon moviment és un moviment lent i líric que conté un tema que més tard va aparèixer a l'ària de la comtessa Porgi, Amor, al començament del segon acte de l'òpera de Mozart, Le nozze di Figaro. El moviment final és en forma de rondó i és probablement una reminiscència d'una dansa de l'època.